# 空军总司令部 (德国国防军)

德國國防軍空軍總司令部的旗幟

德国国防军空军总司令部是纳粹德国空军的最高司令部。德国国防军空军总司令部成立於1935年。1945年5月23日，德国国防军空军总司令部撤銷。